# Клермон-Тоннер, Лор де
Лор де Клермон-Тоннер (фр. Laure de Clermont-Tonnerre, род. 26 июля 1983 года, Париж, Франция) – французский режиссёр, сценарист и актриса. Полнометражный режиссёрский дебют Клермон-Тоннер «Мустанг» (2019) был удостоен национальной кинопремии Франции «Люмьер» в категории «Лучший дебютный фильм» и был высоко оценен критиками.

## Биография
Родилась 26 июля 1983 года в семье синефилов Антуана Луи Ги де Клермон-Тоннера (фр. Antoine Louis Guy de Clermont-Tonnerre) и Мари Мартин Шоссен (фр. Marie Martine Chaussin), впоследствии основавших собственную продюсерскую компанию MACT Productions.
Получила степень магистра истории в Сорбонне. Параллельно с учёбой в университете брала уроки актёрского мастерства. Начинала свою кинокарьеру как актриса, отметилась во второплановых ролях и эпизодах в фильмах таких режиссёров, как Рауль Руис («Обретённое время», 1999), Джулиан Шнабель («Скафандр и бабочка», 2007), Люк Бессон («Необычайные приключения Адель», 2010) и Даниэль Томпсон («Любовь в квадрате», 2013). По собственному признанию Клермон-Тоннер, её востребованность в качестве актрисы не была особенно высокой и поэтому она начала терять уверенность в себе — в конечном итоге это привело к решению обратиться к режиссуре.
В возрасте 25 лет поставила в одном из парижских театров спектакль по пьесе американского драматурга Ли Блессинга «Независимость». Дебютировала в кинорежиссуре короткометражным фильмом «Атлантик авеню» (2013), который был включён в конкурсную программу Международного фестиваля короткометражного кино в Клермон-Ферране. Одну из ролей в «Атлантик авеню» исполнил американский актёр Брэди Корбет.
В 2014 году на экраны вышла вторая короткометражная работа Клермон-Тоннер «Кролик», впоследствии удостоенная нескольких наград: особого упоминания в категории «короткий метр» на Монреальском кинофестивале и специального признания жюри на фестивале короткометражного кино Aspen Shortsfest в Аспене.
В 2015 году Клермон-Тоннер стала лауреатом Премии института «Сандэнс» и национальной вещательной компании Японии (NHK). При рассмотрении кандидатов на эту премию оцениваются предыдущие аудиовизуальные опыты начинающих кинематографистов, а также подготовленные ими сценарии будущих работ (в случае с Клермон-Тоннер — сценарий полнометражного фильма «Мустанг»).
Премьера кинокартины «Мустанг» (альтернативное название — «Невада») с Маттиасом Схунартсом в главной роли состоялась 31 января 2019 года в рамках фестиваля «Сандэнс». Полнометражный дебют режиссёра удостоился положительных откликов кинокритиков: на сайте-агрегаторе рецензий Rotten Tomatoes фильм имеет рейтинг одобрения 95 % на основе 129 отзывов. Российский журнал «Искусство кино» назвал «Мустанг» «одним из ярчайших независимых кинодебютов». За эту картину Клермон-Тоннер получила американскую независимую кинопремию «Готэм» Бингэма Рэя за режиссёрский прорыв и национальную кинопремию Франции «Люмьер» в категории «Лучший дебютный фильм».
После завершения работы над полнометражным дебютом кинематографистка начала работать на американском телевидении, выступив в качестве режиссёра трёх эпизодов сериала «Притворство» и двух серий мини-сериала «Миссис Америка».
Следующим проектом Клермон-Тоннер стал фильм «Любовник леди Чаттерлей», экранизация одноимённого романа Дэвида Лоуренса, снятая по сценарию Дэвида Мэги («Жизнь Пи»).

## Фильмография

### Актёрские работы
| Год  |     | Русское название                           | Оригинальное название                                                 | Роль                  |
| ---- | --- | ------------------------------------------ | --------------------------------------------------------------------- | --------------------- |
| 1989 | тф  | Французская революция                      | La Révolution française                                               | эпизод                |
| 1994 | ф   | Моя китайская сестра                       | Ma sœur chinoise                                                      | не указана            |
| 1999 | ф   | Обретённое время                           | Le Temps retrouvé                                                     | дочь Жильберты        |
| 2000 | ф   | Сын двух матерей, или Комедия невинности   | Comédie de l'innocence                                                | Элен                  |
| 2007 | кор | Идентичный переход                         | Identical Transition                                                  | Одри                  |
| 2007 | ф   | Скафандр и бабочка                         | Le scaphandre et le papillon                                          | Диана                 |
| 2007 | кор | Падший боец                                | Fallen Fighter                                                        | миссис Шоу            |
| 2008 | ф   | Банкирский дом Нусингена                   | La Maison Nucingen                                                    | Лотта                 |
| 2009 | тф  | Школа власти                               | L'école du pouvoir                                                    | Дельфин               |
| 2009 | кор |                                            | Some Kinda Fuckery                                                    | Лор                   |
| 2010 | ф   | Вместе мы проживаем огромную историю любви | Ensemble, nous allons vivre une très, très grande histoire d'amour... | Каролин               |
| 2010 | ф   | Необычайные приключения Адель              | Les Aventures extraordinaires d'Adèle Blanc-Sec                       | Агата Блан-Сек        |
| 2011 | кор | Доджбол                                    | La balle au prisonnier                                                | Габриэль              |
| 2011 | ф   | Завтра                                     | Demain?                                                               | Дельмира Агустини     |
| 2013 | ф   | Любовь в квадрате                          | Des gens qui s'embrassent                                             | Фредерик, журналистка |
| 2013 | ф   | Жираф                                      | Girafada                                                              | Лор                   |
| 2013 | мтф | Водоворот Жанны                            | Le tourbillon de Jeanne                                               | медсестра             |
| 2015 | ф   | Сопротивление воздуха                      | La Résistance de l'air                                                | Валери                |
| 2016 | мтф |                                            | Demain si j'y suis                                                    | не указана            |

### Режиссёрские работы
| Год  |     | Русское название        | Оригинальное название   | Роль                          |
| ---- | --- | ----------------------- | ----------------------- | ----------------------------- |
| 2013 | кор | Атлантик авеню          | Atlantic Avenue         | режиссёр, сценарист, продюсер |
| 2014 | кор | Кролик                  | Rabbit                  | режиссёр, сценарист, продюсер |
| 2016 | мтф |                         | Demain si j'y suis      | режиссёр                      |
| 2019 | ф   | Мустанг                 | The Mustang             | режиссёр, сценарист, продюсер |
| 2019 | с   | Притворство             | The Act                 | режиссёр, продюсер            |
| 2020 | мтф | Миссис Америка          | Mrs. America            | режиссёр                      |
| 2022 | ф   | Любовник леди Чаттерлей | Lady Chatterley's Lover | режиссёр                      |

## Награды и номинации
| Год  | Награда                                                          | Номинация                                                | Фильм            | Результат |
| ---- | ---------------------------------------------------------------- | -------------------------------------------------------- | ---------------- | --------- |
| 2013 | Международный фестиваль короткометражного кино в Клермон-Ферране | Гран-при                                                 | «Атлантик авеню» | Номинация |
| 2013 | Кинофестиваль «Трайбека»                                         | Лучший художественный короткометражный фильм             | «Атлантик авеню» | Номинация |
| 2014 | Монреальский кинофестиваль                                       | Особое упоминание (короткий метр)                        | «Кролик»         | Победа    |
| 2014 | Монреальский кинофестиваль                                       | Первый приз (короткий метр)                              | «Кролик»         | Номинация |
| 2015 | Aspen Shortsfest                                                 | Специальное признание жюри                               | «Кролик»         | Победа    |
| 2019 | «Готэм»                                                          | Премия Бингэма Рэя за режиссёрский прорыв                | «Мустанг»        | Победа    |
| 2019 | «Готэм»                                                          | Приз зрительских симпатий (совместно с Аленом Голдманом) | «Мустанг»        | Номинация |
| 2020 | «Люмьер»                                                         | Лучший дебютный фильм                                    | «Мустанг»        | Победа    |
| 2020 | «Независимый дух»                                                | Лучший дебютный фильм (совместно с Аленом Голдманом)     | «Мустанг»        | Номинация |